# Danae (Tiziano Madrid)
Danae è un dipinto a olio su tela (129x180 cm) realizzato nel 1553 dal pittore italiano Tiziano Vecellio.
È conservato nel Museo del Prado di Madrid.
Del mito di Danae Tiziano dipinge nel corso degli anni varie versioni: questa è la seconda, e si differenzia dalla prima, conservata presso il Museo di Capodimonte a Napoli, per diversi particolari.

## Storia
Modelli della Danae sono certamente la perduta Leda di Michelangelo che Tiziano certamente conosceva, e poi, sempre di Michelangelo, la Notte, scultura che fa parte del gruppo eseguito per la tomba di Giuliano de' Medici a Firenze. La postura della statua e del dipinto è infatti molto simile, col busto posto frontalmente e le gambe di profilo.

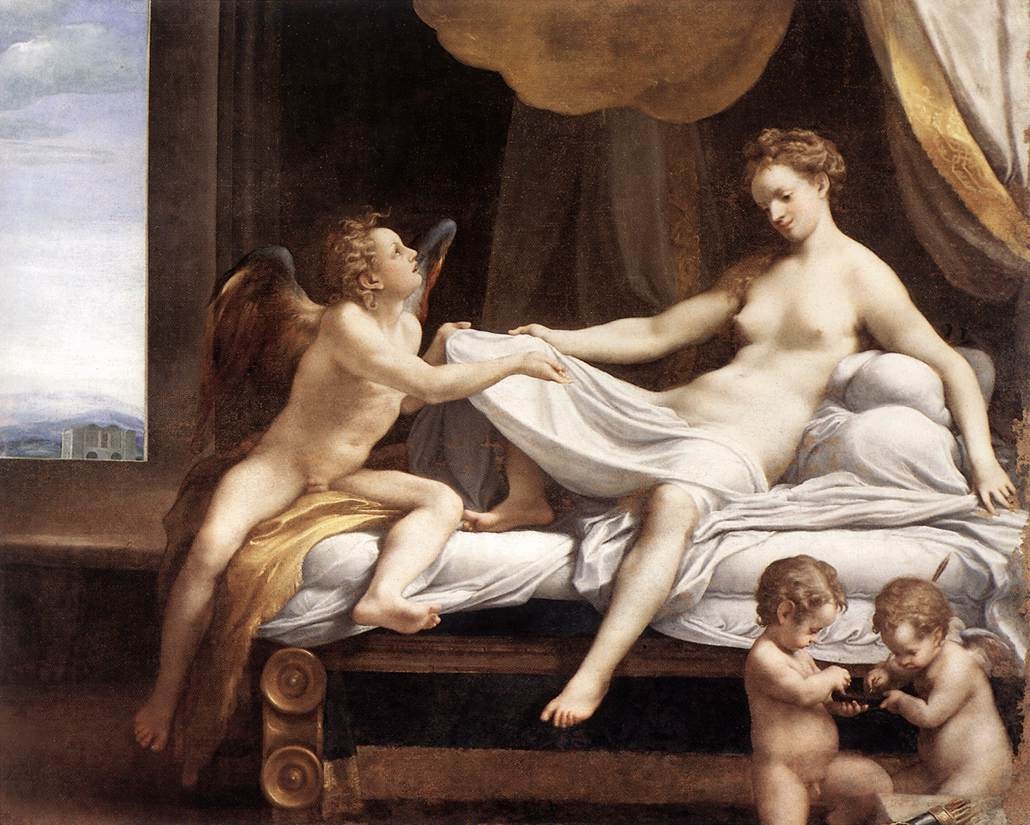
Correggio, Danae, 1531, Olio su tela, 161 × 193, Roma, Galleria Borghese

Ma certamente molti altri modelli possono essere citati, da quelli presi dalla propria produzione (vedasi, per esempio la Venere di Urbino o, meglio, il nudo del Baccanale degli Andrii), a quelli dei suoi maestri (Venere di Dresda di Giorgione o il Mercurio de Il festino degli dei di Bellini), per finire a quelli dei contemporanei (Danae di Correggio).
In seguito troveremo lo stesso tema in Rembrandt, Van Dyck e poi, più vicino ai giorni nostri, Klimt.
Il tema, d'altra parte, è di quelli molto visitati, ed offre una nuova occasione per cimentarsi con il nudo femminile. Da questo punto di vista Tiziano ottiene un successo enorme. La prima Danae, quella dipinta a Roma e oggi a Napoli piacque talmente che, su quel modello, e variando leggermente alcuni particolari, l'artista riuscì ad ottenere ben sei versioni diverse.
Questa del Prado è la seconda in ordine di tempo: fu realizzata da Tiziano su commissione di Filippo II, re di Spagna [Da verificare: sembra  che questa versione sia stata comprata in Italia in tempi di Filippo IV, e che quella originale sia stata rubata dai francesi e finita in Inghilterra] che, in occasione delle sue nozze con Maria Tudor del 25 luglio 1554, voleva provvedere a decorare un camerino con opere del pittore. A questo scopo l'artista stava già realizzando Venere e Adone.

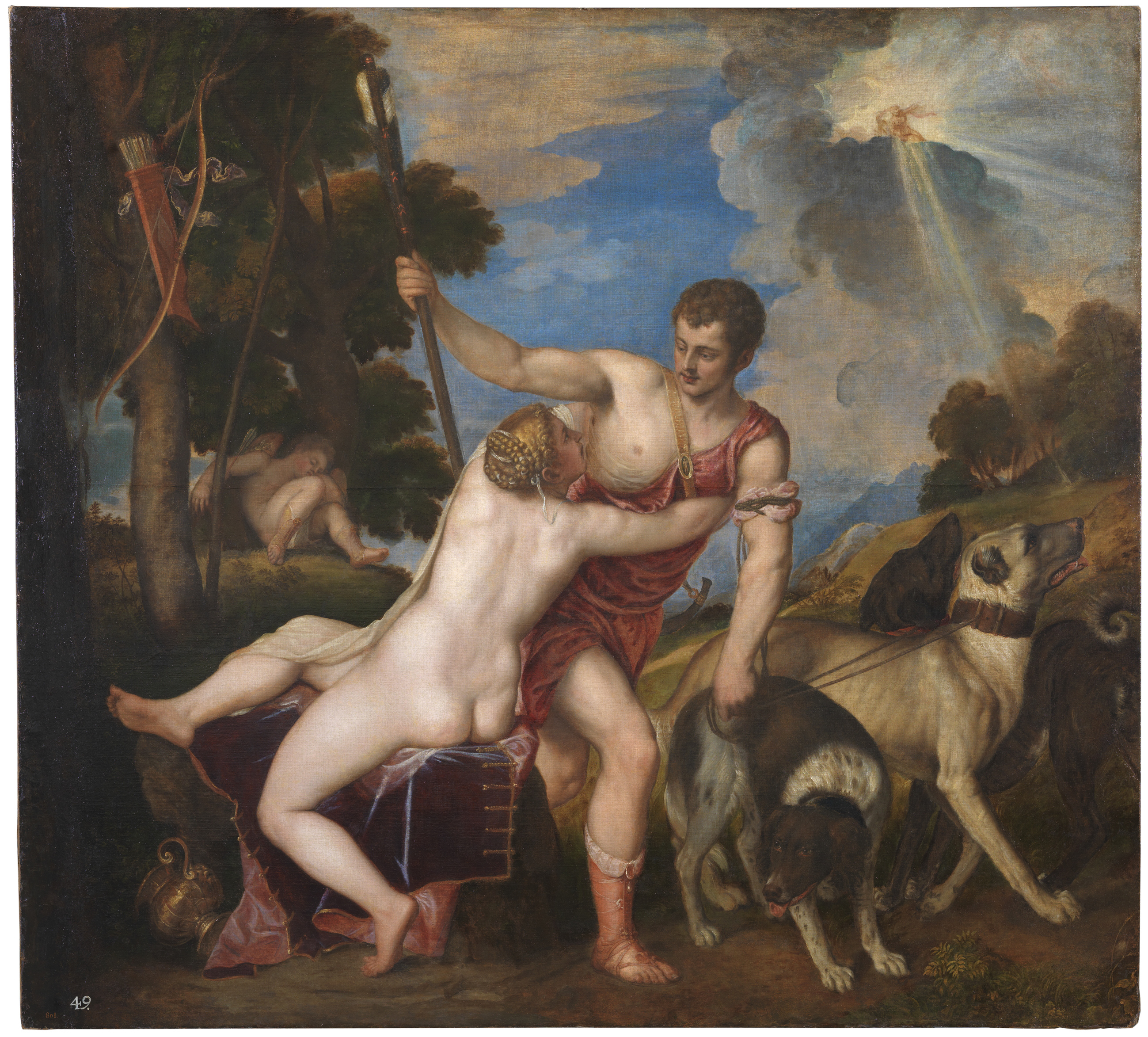
Tiziano Vecellio, Venere e Adone, 1554, Olio su tela, 186 × 207, Madrid, Museo del Prado

Da questo anno 1554, infatti, e fino alla morte nel 1576, Tiziano realizzerà per Filippo II una serie di opere di soggetto mitologico, le cosiddette "poesie": del gruppo fanno parte, oltre alle citate, anche: Diana e Atteone, e Diana e Callisto.

## Descrizione
Le differenze più consistenti tra questa versione e quella di Capodimonte precisano meglio il significato del mito secondo Tiziano:
- la nutrice al posto del Cupido: la donna non è nominata nelle fonti letterarie del mito; ella è la guardiana della torre dove è rinchiusa la principessa (le chiavi sono ben evidenti). Simboleggia l'avidità e la stoltezza: mentre Danae accoglie il suo amante sotto forma di pioggia d'oro, la nutrice è intenta a raccogliere le monete d'oro;
- la completa nudità di Danae;
- la manifestazione di Giove come tuono, esplosione;
- la presenza di un cagnolino.

La composizione è immersa in una atmosfera rossastra, sul corpo della donna e anche sulla pioggia. Dall'ottimismo che caratterizzava le prime interpretazioni del mito (opera benefica degli Dei), Tiziano sta elaborando un orientamento più pessimista: gli dei, lo dimostrerà con le altre "poesie" e con i capolavori della vecchiaia, non sono migliori degli uomini, e spesso l'incontro con essi si traduce per l'uomo in sconfitta e disperazione.

## Altre versioni

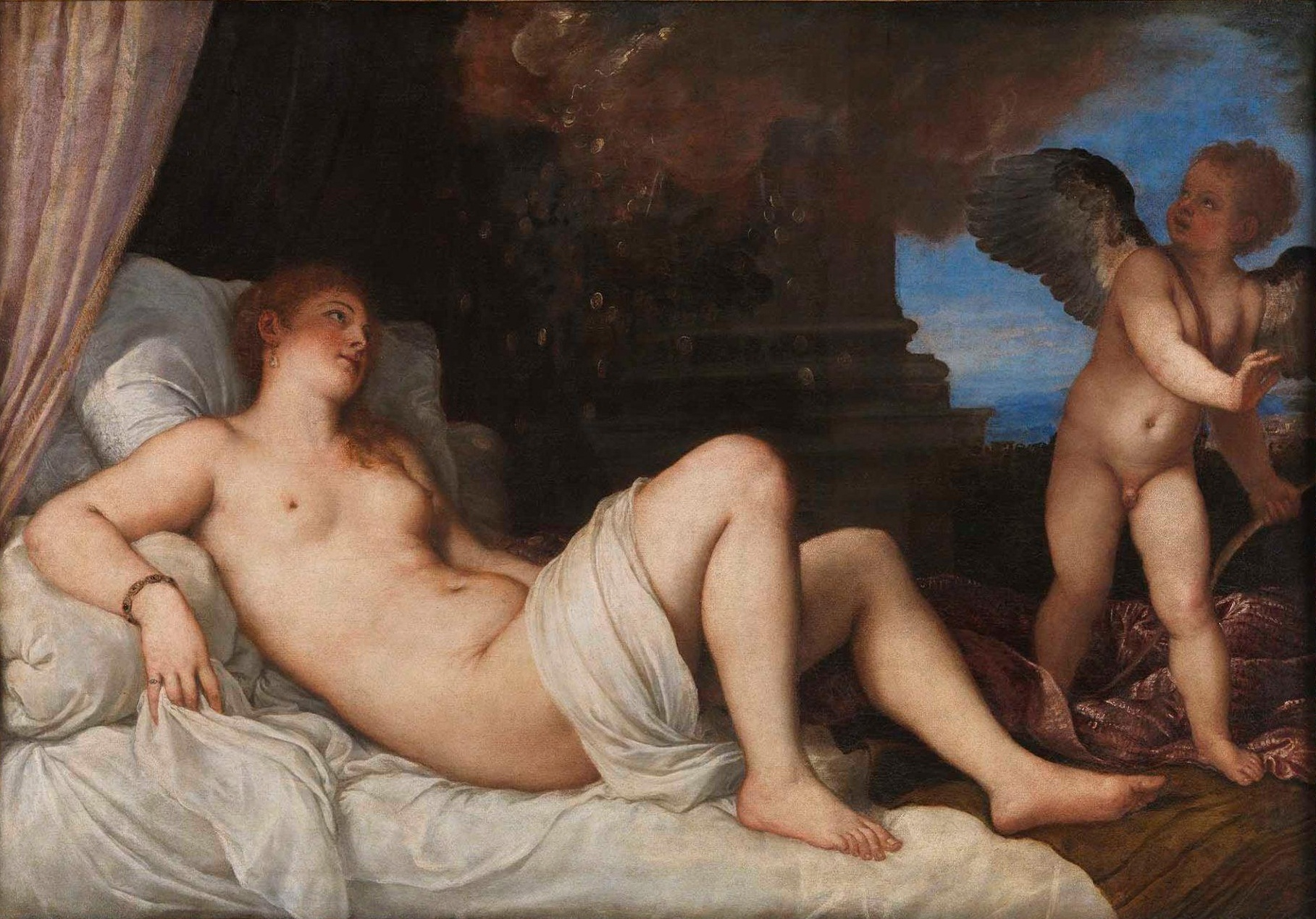
Tiziano Vecellio, Danae (1545) - Napoli, Museo di Capodimonte
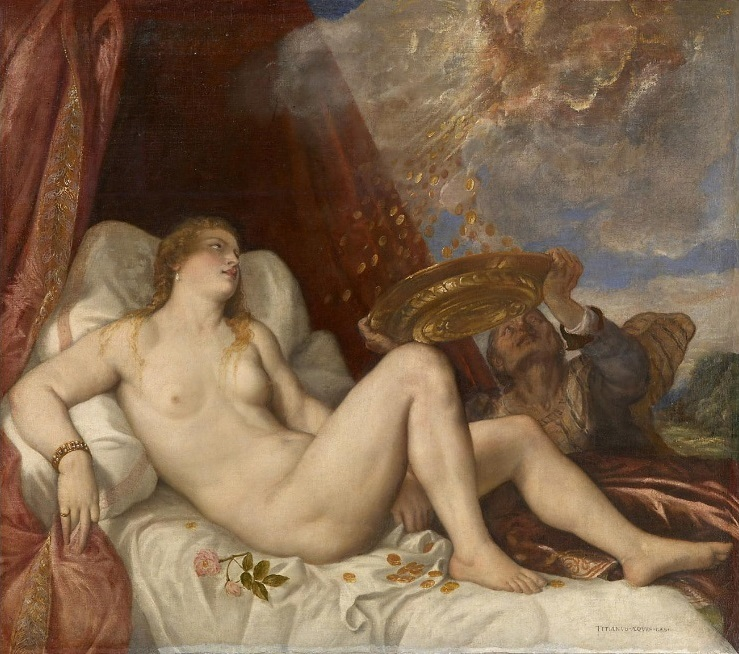
Tiziano Vecellio, Danae (1554 ca) - Vienna, Kunsthistorisches Museum
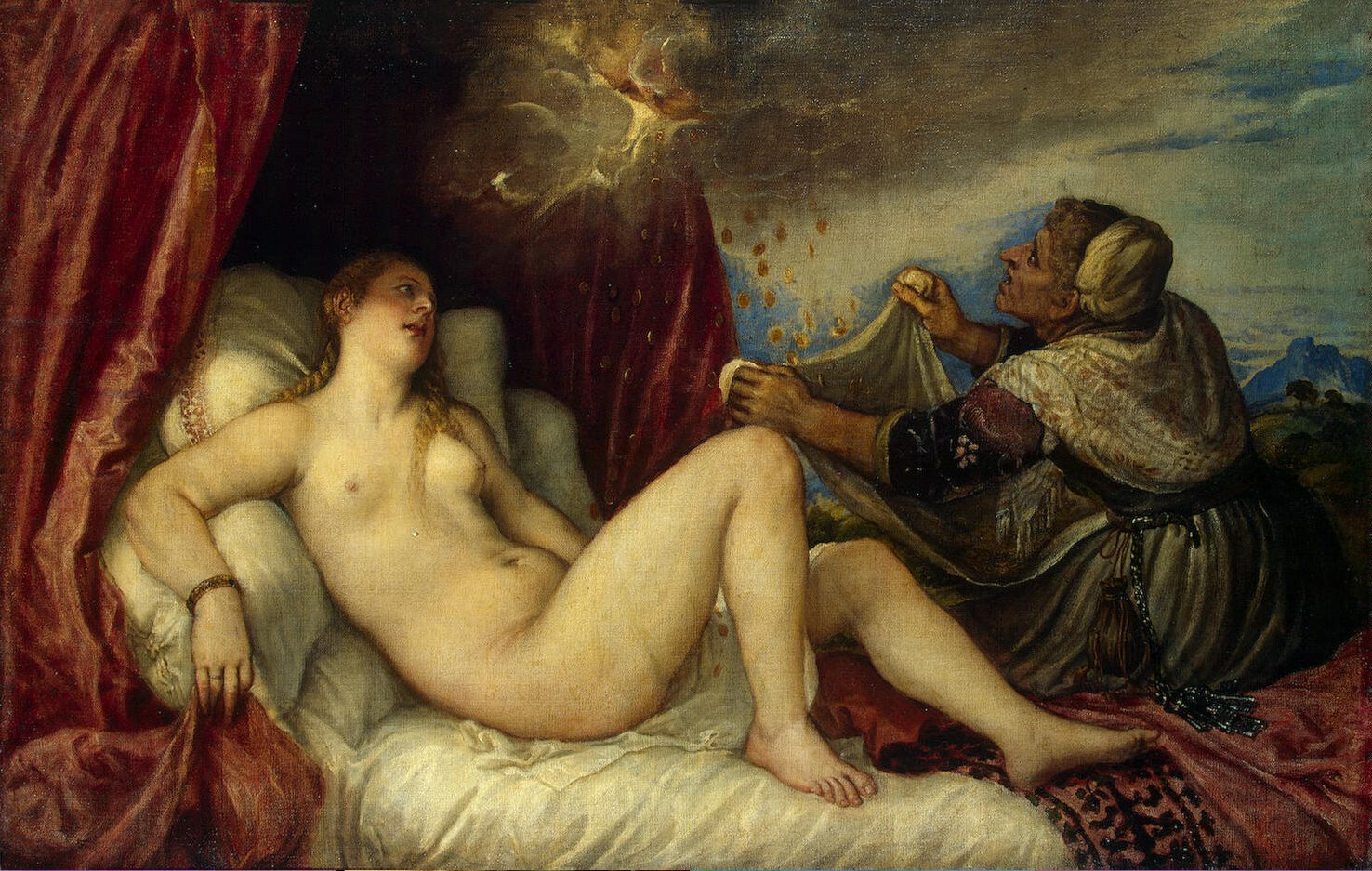
Tiziano Vecellio, Danae (1554 ca) - San Pietroburgo, Ermitage

E ancora:
- Danae, New York, Collezione Gollovin
- Danae, New York, Collezione Hickox